# Heinrich Füger
Heinrich Friedrich Füger (Heilbronn, 1751. december 8. – Bécs, 1818. november 5.) német festő.
Történeti és mitológiai tárgyú képeivel a Mengs-féle klasszicizmus szószólója Ausztriában. Történeti témájú festészeténél jóval értékesebb a portréfestészete.

## Élete
A hallei egyetemen tanult jogot, majd 1770-ben a lipcsei Öser tanítványa lett. 1776-ban Rómába utazott, mint képzőművészeti ösztöndíjas. 1783-ban Bécsben telepedett le, az ottani művészeti akadémia tanáraként működött, 1795-től a művészeti akadémia másodigazgatójává léptették elő. 1806-ban elnyerte az udvari képtár igazgatói állását.

## Művészete

### Történelmi festészete
Nagyon termékeny alkotó volt, számos mitológiai és történeti tárgyú freskót és képet alkotott a Mengs-féle klasszicista stílusban, de olykor David szigorúbb klasszicizmusa is megjelenik művein. Kivált élete vége felé kompozíciói egyre ünnepélyesebbé, színpadiassá váltak. Alkotásait Bécs, Grác, Prága, Szentpétervár, München, Berlin, Stuttgart, Braunschweig és Budapest képtáraiban őrzik. A budapesti Szépművészeti Múzeumban található Bethsabe a fürdőben c. kompozíciója.

### Portréfestészete
Igazán egyéni és jellegzetes művészete a arcképfestésben mutatkozott meg. Híressé vált Mária Ludovika császárnéról (Ferenc császár harmadik feleségéről) készített képmása, és az Esterházy család egyes tagjairól készített miniatúrái. Mária Ludovika képmását a Szépművészeti Múzeum, Batsányi János képmását a Magyar Nemzeti Múzeum őrzi. Miniatúráit angol minták után festi, de teljesen egyéni felfogásban és sajátságos bájjal idézi fel a letűnt rokokó világot, elefántcsontra, pergamenre festett színes portréi az üdeség, az optimizmus benyomását keltik. Füger kiváló mester volt, kedvelt műfajában, a portréfestésben tűnt ki leginkább.

### Illusztrációi
Nagy sikere volt Klopstock német költő Messiásához készített rajzsorozatának.

## Galéria

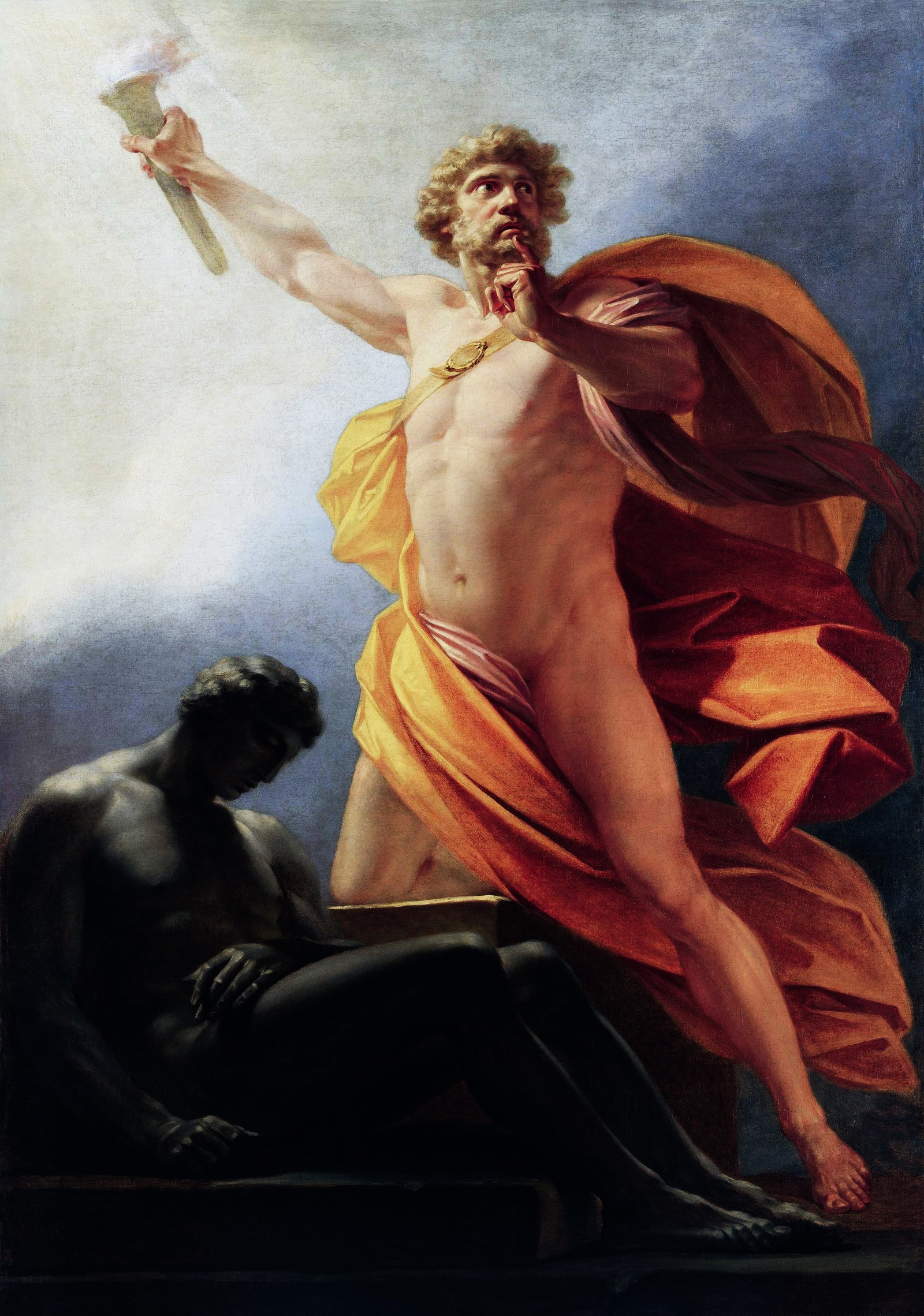
Prométheusz lehozza a tüzet az embereknek (1817)
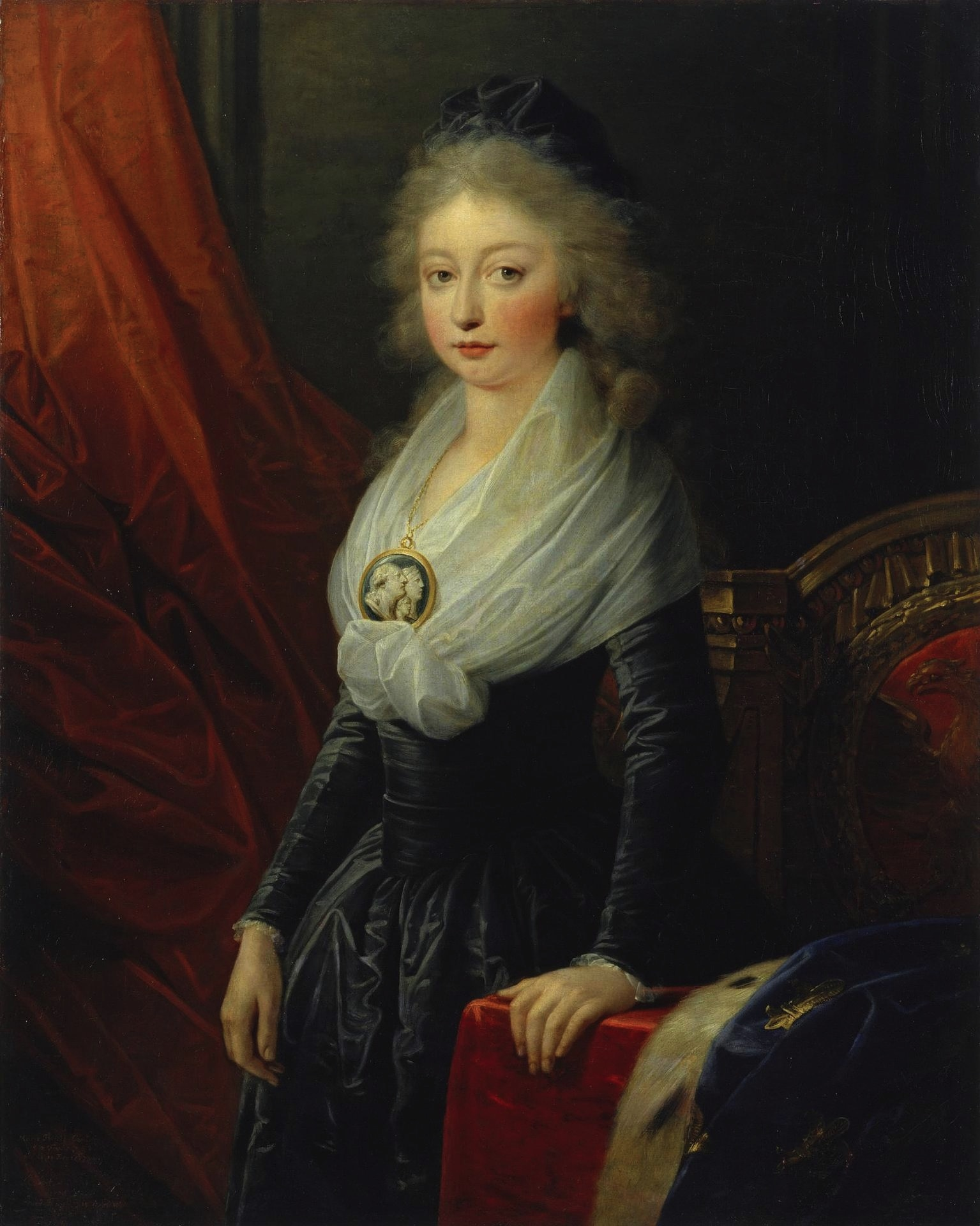
Mária Terézia Sarolta francia királyi hercegnő (1778–1851), XVI. Lajos és Marie Antoinette leánya
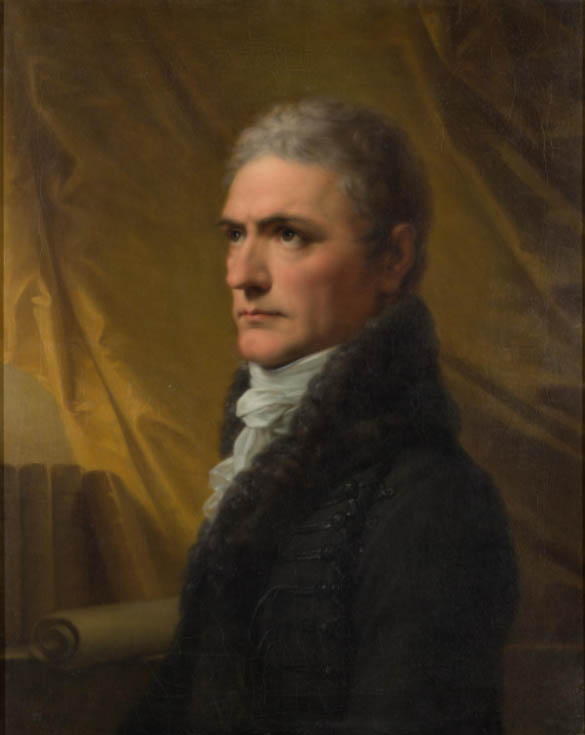
Batsányi János (1763-1845) magyar költő képmása
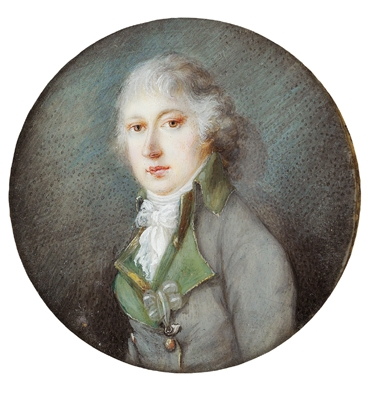
Gróf Eszterházy Miklós (1775-1856) képmása